# Ryan Hansen Solves Crimes on Television
Ryan Hansen Solves Crimes on Television* è una serie tv YouTube Originals disponibile per gli utenti YouTube Premium. Esistono 2 stagioni della serie, la prima rilasciata nel 2017 e la seconda nel 2019.

## Stagione 1
Rilasciata il 25 ottobre 2017 su YouTube per gli utenti YouTube Premium (all'epoca chiamato YouTube RED) e YouTube TV.
Ryan Hansen si mette nei panni di un investigatore per risolvere crimini insieme al suo partner (Samira Wiley) in modo comico.
| N. generale | N.nella stagione | Titolo                             | Diretto da              | Scritto da                      | Data di pubblicazione |
| ----------- | ---------------- | ---------------------------------- | ----------------------- | ------------------------------- | --------------------- |
| 1           | 1                | "Pilot"                            | Rawson Marshall Thurber | Rawson Marshall Thurber         | 24 ottobre 2017       |
| 2           | 2                | "Jane D'Oh!"                       | Rawson Marshall Thurber | Rawson Marshall Thurber         | 24 ottobre 2017       |
| 3           | 3                | "Joel McHale Is: Ryan Hansen"      | Tristram Shapeero       | Adam Cole-Kelly & Sam Pitman    | 24 ottobre 2017       |
| 4           | 4                | "Trafficking and the Traffic King" | Tristram Shapeero       | Matteo Borghese & Rob Turbovsky | 24 ottobre 2017       |
| 5           | 5                | "Hungry For Justice"               | Tristram Shapeero       | Matteo Borghese & Rob Turbovsky | 24 ottobre 2017       |
| 6           | 6                | "Escape Room Escapades"            | Tristram Shapeero       | Paul Fruchbom                   | 24 ottobre 2017       |
| 7           | 7                | "Freezed"                          | Tristram Shapeero       | Jackie Clarke                   | 24 ottobre 2017       |
| 8           | 8                | "Eight is the New Se7en"           | Tristram Shapeero       | Joel Church-Cooper              | 24 ottobre 2017       |

## Stagione 2
Rilasciata il 30 gennaio 2019 su YouTube per gli utenti YouTube Premium e YouTube TV.
Ryan Hansen si mette nei panni di un investigatore per risolvere crimini per la seconda volta e con un nuovo partner ma soprattutto in un modo ancora più divertente.
| N. generale | N. nella stagione | Titolo                          | Diretto da              | Scritto da                      | Data di pubblicazione |
| ----------- | ----------------- | ------------------------------- | ----------------------- | ------------------------------- | --------------------- |
| 9           | 1                 | "Revival"                       | Rawson Marshall Thurber | Sam Sklaver                     | 30 gennaio 2019       |
| 10          | 2                 | "The Office Party"              | Jeff Wadlow             | Paul Fruchbom                   | 30 gennaio 2019       |
| 11          | 3                 | "Like and Subscribe"            | Jeff Wadlow             | Matteo Borghese & Rob Turbovsky | 30 gennaio 2019       |
| 12          | 4                 | "I'm Sorry, She "Class" Passed" | Jeff Wadlow             | Ari Berkowitz                   | 30 gennaio 2019       |
| 13          | 5                 | "The Ry Chromosome"             | Jeff Wadlow             | Molly Prather                   | 30 gennaio 2019       |
| 14          | 6                 | "For Your Inconsideration"      | Jeff Wadlow             | Chadd Gindin                    | 30 gennaio 2019       |
| 15          | 7                 | "The Ry Guy Goes to Jail"       | Beau Bauman             | Matteo Borghese & Rob Turbovsky | 30 gennaio 2019       |
| 16          | 8                 | "Execution Dependent"           | Rawson Marshall Thurber | Shawn Ries                      | 30 gennaio 2019       |